# ムーブス・ライク・ジャガー
「ムーブス・ライク・ジャガー feat. クリスティーナ・アギレラ」（Moves Like Jagger feat. Christina Aguilera）は、アメリカのバンド、マルーン5の楽曲。

## 解説
2011年4月に放送開始されたオランダ発のタレントオーディション番組『ザ・ヴォイス』アメリカ版で、アダム・レヴィーンとクリスティーナ・アギレラが番組審査員として共演。コラボレーション曲として番組内で初披露され、直後にリリースされた。
タイトルと歌詞にある「ジャガー」とはローリング・ストーンズのミック・ジャガーを指しており、ミュージック・ビデオにも昔の映像が使用されている。ミックは、当初の映像では登場シーンが多いと感じたため、カットしてもらったと話している。
2011年10月5日には4thアルバムの再発売盤『ハンズ・オール・オーヴァー+2』にリミックス・バージョンとともに収録された（5thアルバム『オーヴァーエクスポーズド』ボーナス・トラックにも収録された）。
2012年にインターネットのミュージック・コンシェルジュ・サービスを展開しているソングザ（Songza）社が行なったアンケートの結果、「ムーブス・ライク・ジャガー」がアメリカの労働者の生産力を最も高める曲だと発表した。

### チャート
ヒットチャートはBillboard Hot 100初登場8位を記録し、バンドにとって2007年発表の「メイクス・ミー・ワンダー」以来のチャートTOP10入りとなった。リリースから3ヵ月後の9月にはチャート1位となった。また、同じ週にアダムが参加しているジム・クラス・ヒーローズの「ステレオ・ハーツ」（Stereo Hearts）もTOP10入りしており、ビルボードの53年に及ぶ歴史上で初めて、No.1シングルを獲得した週にソロ・アーティストとして別の曲でシングル・チャートTOP10入りも果たすという記録を作った。その後、世界18ヶ国でチャート1位を獲得する大ヒット曲になった。
2014年にイギリスでダウンロード専用チャート発足10年を記念して発表された「この10年で最もダウンロードされたシングル・トップ100」では、第3位にランクインされた。

## 収録曲
| #  | タイトル                                                                   | 作詞・作曲                                                                 | 時間 |
| -- | -------------------------------------------------------------------------- | -------------------------------------------------------------------------- | ---- |
| 1. | 「ムーブス・ライク・ジャガー」(Moves Like Jagger feat. Christina Aguilera) | アダム・レヴィーン／ベンジャミン・レヴィン／アマー・マリック／シェルバック | 3:21 |